# George B. Cortelyou

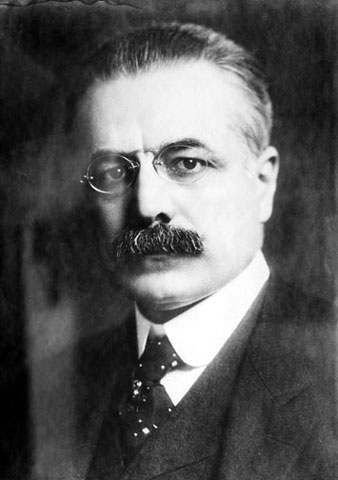
George Bruce Cortelyou

George Bruce Cortelyou, (26 de julho de 1862 - 23 de outubro de 1940) foi um político dos Estados Unidos, membro do Partido Republicano.
Foi sucessivamente inspector dos correios de Nova Iorque, secretário particular do presidente William McKinley, secretário do Comércio e do Trabalho dos Estados Unidos, diretor-geral dos Correios dos Estados Unidos, e Secretário do Tesouro dos Estados Unidos, membro do gabinete do presidente republicano Theodore Roosevelt.